# Балиев, Юрий Николаевич
Юрий Николаевич Балиев (азерб. Yuri Nikolayeviç Baliyev; 22 июля 1949 — 27 марта 2018) — советский и азербайджанский актёр, Народный артист Азербайджана (2000), Заслуженный артист Азербайджана (1991). Персональный пенсионер Президента Азербайджанской Республики (2008).

## Биография
Родился в 1949г. в селении Изберг (ДагССР).
В 1975 году окончил актёрский факультет Ярославского театрального училища им.Ф.Волкова.
С тех пор актёр Азербайджанского государственного русского драматического театра имени Самеда Вургуна.
В  Азербайджанском государственном русском драматическом театре имени Самеда Вургуна сыграл:
Педро - «Интервью в Буэнос-Айресе» Г.Боровика
Помигалова - «Прошлым летом в Чулимске» А.Вампилова
Черникова - «Протокол одного заседания» А.Гельмана
Соседа - «Дом на песке» Р.Ибрагимбекова
Транио - «Укрощение укротителя» Д.Флетчера
Монтегью - «Мария Стюарт» Ф.Шиллера
Советника - «Снежная королева» Е.Шварца
Вилю - «Дикий ангел» А.Коломийца
Шакала - «Деревянная дорога» Л.Устинова
Арлекино - «Ультиматум» Р.Ибрагимбекова
Студзинского - «Дни Турбиных» М.Булгакова
Помощника шерифа - «Похороны в Калифорнии» Р.Ибрагимбекова
Барона де Вервиля - «Дама с камелиями» А.Дюма
Фарисея – « Мать Иисуса» А.Володина
Монтано - «Отелло» У.Шекспира
Терентия - «Жестокие игры» А.Арбузова
Джеки Дженсона - «Глубокое синее море» Т.Реттигана
Рогожина - «Идиот» Ф.Достоевского
Ля Роне Монтье - «О, милый друг !» Ги де Мопассан
Виктора Петровича -«Пришёл мужчина к женщине» С.Злотникова
Джафара - «Мужчина для молодой женщины» Р.Ибрагимбекова
Джона - «Принц и нищий» по М.Твену
Коссо - «Отрава»(Арфа приветствия ) И.Богомольного
Гонсалеса - «Лето и дым» Т.Уильямса
Бояра - «Публике смотреть запрещается» Ж.Марсана
Семёна - «Закат» И.Бабеля
Габиба - «Хрустальный дворец» И.Эфендиева
Гоги - «Премьера» Л.Росеба
Григория Степановича Смирнова - «Медведь» А.П.Чехова
Доктора - «День казни» Ю.Самедоглу
Архитектора - «Жили были девочки» Н.Павловой
Соляника - «Рядовые» А.Дударева
Кибальчича - «Диктатура совести» М.Шатрова
Гробовщика - «Самоубийца» Н.Эрдмана
Дамиса - «Тартюф» Ж.Б.Мольера
Нинто - «Айдын» Г.Джавида
Антона Павловича - «Горько» М.Зощенко
Пищика - «Вишнёвый сад» А.П.Чехова
Михаила - «Последний срок» В.Распутина
Режиссёра - «Тахмина Г.и Заур» Анара
Ибн Эмина - «Иблис »Г.Джавида
Френка Хардера - «Люби меня, дорогой !» М.Ласег,Ж.Ж.Брикер
Вальтера - «Семья по-французски» Ж.Пуаре
Альфредо - «Филумена Мартурано» Э.де Филиппо
Марко - «Эдди Карбоне» (Вид с моста) А.Миллера
Отелло - «Здравствуйте, я ваш дядя!»(Театр) Эльчина
Рамиро - «В гостях у дикой Розы и её друзей» В.Неверова
Капитана Бернардо - «Хитроумная влюбленная» Л.де Вега
Сильвера - «Сокровища капитана Флинта» Вл.Трифонова, Д.Иванова
Везиря - «Про калифа Багдада, Индийскую принцессу и злого колдуна» В.Неверова
Купца - «Аленький цветочек» И.Карнауховой,Л.Браусевич
Распутина - «Петля» Р.Ибрагимбекова
Никандра Семёновича Лупачева - «Красавец-мужчина» А.Н.Островского
Бертье - «Наполеон 1» Ф.Брукнера
Лоу Дэниэлса - «Чествование» Б.Слэйда
Капитана Бернардо - «Хитроумная влюблённая»Л.де Вега
Гомера,матроса Железняка,Чжу Дэ - «Грешные истории» В.Неверова
Томаса Болейна - «Королевские игры» Г.Горина
Лидера - «Мой муж чокнутый» Эльчина
Атамалы -«Эта сладкая звёздная жизнь» В.Неверова
Чингисхана - «Тайна,унесённая Чингисханом» М.Шаханова
Профессора - «Нонсенс!» Н.Расул-заде
Альбериго - «Учитель танцев» Л.де Вега
Ихтияра - «Бурла Хатун» Н.Хазри
Шамраева - «Чайка» А.П.Чехова
Губернатора Мартынова - «Нефтяной бум улыбается всем» М.Ибрагимбекова
Доктора - «Странная миссис Сэвидж» Дж.Патрик
Фредерика Феллоуза – «Театр» М.Фрейна
Графа Глостера - «Король Лир» У.Шекспира
Священника отца Финнегана - «Гарольд и Мод» К.Хиггинса, Ж-К.Каррьера
Дядю Вано и Валентина Самуиловича – «Мечты сбываются» В.Неверова
Кошона – «Жаворонок» Ануя
Старшего таможенника – «Роллс-ройс Её Величества» М.Ибрагимбекова
Полковника ГАИ – «Невероятные истории» В.Неверова
Гостя и Офицера – «Квартиранты ада»Эльчина
Вукола Наумовича Чугунова – «Волки и овцы» А.Н.Островского
Доктора – «Телескоп, или Полеты во сне и наяву» Эльчина
Курда, Гостя, Шестого обиженного – «Семь красавиц» Низами
Бориса – «Детектор лжи» В.Сигарева
Казарина - «Маскарад» М. Ю. Лермонтова
Порогина - «Уходил супруг от супруги»(«Уходил старик от старухи») С.Злотникова

## Фильмография
- 1979 — Бабек
- 1980 — Тегеран-43
- 1994 — Salandar — солдат
- 1998 — Беспокойство[азерб.] — гость
- 2002 — Azərbaycan xanlıqları. Naxçıvan və İrəvan xanlıqları. 5-ci film[азерб.] — П. Д. Цицианов
- 2002 — Дронго — эпизод
- 2003 — Колдун[азерб.] — Артём
- 2004 — Küçələrə su səpmişəm[азерб.] — русский заключённый
- 2005 — Взлётная полоса — Шмаров
- 2005 — «Moskva-Bakı» qatarı[азерб.] — ветеран
- 2007 — Кавказ — муж тёти Нино
- 2008 — Судьба повелителя — Портнягин
- 2008 — Крепость — Николай
- 2010 — Yaddaş[азерб.] — майор
- 2012 — Посол зари — Михаил Воронцов
- 2015 — Кровавый январь